# Лампкин (округ)
Ла́мпкин (англ. Lumpkin County) — округ штата Джорджия, США. Население округа на 2000 год составляло 21 016 человек. Административный центр округа — город Далонега.

## История
Округ Лампкин основан в 1832 году.

## География
Округ занимает площадь 735.6 км2.

## Демография
Согласно Бюро переписи населения США, в округе Лампкин в 2000 году проживало 21 016 человек. Плотность населения составляла 28.6 человек на квадратный километр.